# Psycho-Head Blowout
Psycho-Headed Blowout – trzeci minialbum amerykańskiej grupy metalowej White Zombie, wydany w 1987 roku.

## Lista utworów
1. „Eighty Eight” – 4:04
2. „Fast Jungle” – 4:24
3. „Gun Crazy” – 4:29
4. „Kick” – 4:08
5. „Memphis” – 3:37
6. „Magdalene” – 4:12
7. „True Crime” – 4:50

## Twórcy
- Ivan de Prume – perkusja
- Tom Guay – gitara
- Sean Yseult – bas
- Rob Straker – wokal, teksty, dyrektor artystyczny